# London Docklands
London Docklands je rečna obala in nekdanji doki v Londonu. Je v notranjem vzhodnem in jugovzhodnem Londonu, v okrožjih Southwark, Tower Hamlets, Lewisham, Newham in Greenwich. Doki so bili prej del londonskega pristanišča, nekoč največjega pristanišča na svetu. Po zaprtju dokov je območje do 1980-ih postalo zapuščeno in prežeto z revščino. Regeneracija Docklands se je začela pozneje v tem desetletju; je bil prenovljen predvsem za komercialno in stanovanjsko uporabo. Ime London Docklands je bilo prvič uporabljeno v vladnem poročilu o načrtih prenove leta 1971 in je bilo od takrat skoraj povsod sprejeto. Prenova je ustvarila bogastvo, vendar je povzročila tudi nekaj konfliktov med novimi in starimi skupnostmi na tem območju.

## Ustanovitev
V rimskih in srednjeveških časih so ladje, ki so prispele v reko Temzo, navadno pristale na majhnih pomolih v današnjem City of London ali Southwarku, območju, znanem kot Londonski bazen. Vendar ti niso nudili nobene zaščite pred vremenskimi vplivi, bili so ranljivi za tatove in so trpeli zaradi pomanjkanja prostora na obali. Great Dock Howland v Rotherhitheju (zgrajen leta 1696 in kasneje kot jedro komercialnih dokov Surrey) je bil zasnovan za reševanje teh težav, saj je zagotavljal veliko, varno in zaščiteno sidrišče s prostorom za 120 velikih plovil. Bil je velik komercialni uspeh in je poskrbel za dve fazi širitve v jurijanski in viktorijanski dobi.
Prvi med jurijevskimi doki je bil West India (odprt leta 1802), sledili so London (1805), East India (tudi 1805), Surrey (1807), Regent's Canal Dock (1820), St Katharine (1828) in West India South (1829). Viktorijanski doki so bili večinoma bolj vzhodno in so sestavljali Royal Victoria (1855), Millwall (1868) in Royal Albert (1880). Dok kralja Jurija V. (1921) je bil pozen dodatek.

## Razvoj
Obstajale so tri glavne vrste dokov. Mokri doki so bili kraji, kjer so bile ladje zasidrane in naložene ali razložene. Suhi doki, ki so bili precej manjši, so na popravilo odpeljali posamezne ladje. Ladje so gradili v pristaniščih ob reki. Poleg tega je bila reka obdana z neštetimi skladišči, pomoli in privezi. Različni doki so bili specializirani za različne oblike proizvodov. Doki Surrey so se na primer osredotočali na les, Millwall za žito, Sveta Katarina za volno, sladkor in gumo in tako naprej.
Doki so zahtevali vojsko delavcev, predvsem tistih, ki so prevažali tovor med ladjami in pomoli na majhnih baržah in delavcev ob pomolu, ki so se ukvarjali z blagom, ko je bilo na obali. Nekateri delavci so bili zelo specializirani: tisti z baržami so imeli svoje podjetje ali ceh, medtem ko so delavci, ki so prenašali les, sloveli po svojih akrobatskih veščinah. Večina je bila nekvalificiranih in so delali kot občasni delavci. Vsako jutro so se zbirali na določenih točkah, na primer v lokalih, kjer so jih bolj ali manj naključno izbrali delovodje. Za te delavce je bila pravzaprav loterija, ali bodo dobili delo na določen dan. Ta ureditev se je nadaljevala vse do leta 1965, čeprav je bila nekoliko urejena po oblikovanju nacionalne sheme dela v pristaniščih leta 1947.
Glavna pristaniška območja so bila prvotno nizko ležeča močvirja, večinoma neprimerna za kmetijstvo in malo poseljena. Z ustanovitvijo dokov so pristaniški delavci oblikovali številne tesno povezane lokalne skupnosti s svojo značilno kulturo in slengom. Zaradi slabih komunikacij z drugimi deli Londona so se razvijali nekoliko izolirano. Cestni dostop do otoka Isle of Dogs je bil na primer samo prek dveh nihajnih mostov. Lokalno razpoloženje je bilo tako močno, da so Ted Johns, aktivist lokalne skupnosti, in njegovi podporniki v znak protesta proti pomanjkanju socialne oskrbe s strani države enostransko razglasili neodvisnost območja in skupaj z Johnsom ustanovili tako imenovani Otoški svet, sam kot njen izvoljeni vodja in blokiral obe dostopni cesti.

## 20. stoletje
Doke so prvotno zgradila in upravljala številna konkurenčna zasebna podjetja. Od leta 1909 jih je upravljala londonska pristaniška uprava (PLA), ki je združila podjetja, da bi naredila doke učinkovitejše in izboljšala delovna razmerja. PLA je leta 1921 zgradil zadnjega od dokov, kralja Jurija V. in močno razširil doke Tilbury.
Nemško bombardiranje med drugo svetovno vojno je povzročilo ogromno škodo na dokih, saj je bilo v dokih Surrey v eni sami noči uničenih 380.000 ton lesa. Kljub temu so po povojni obnovi v 1950-ih doživeli ponovni razcvet. Konec je prišel nenadoma, približno med letoma 1960 in 1970, ko je ladjarska industrija sprejela na novo izumljeni kontejnerski sistem prevoza tovora. Londonski doki niso mogli sprejeti veliko večjih plovil, ki jih je potrebovala kontejnerizacija in ladjarska industrija se je preselila v globokomorska pristanišča, kot sta Tilbury in Felixstowe. Med letoma 1960 in 1980 so zaprli vse londonske doke, zaradi česar je v vzhodnem Londonu ostalo približno 21 km² zapuščenega zemljišča.

## Prenova
Prizadevanja za prenovo dokov so se začela skoraj takoj, ko so jih zaprli, čeprav je trajalo desetletje, da je večina načrtov presegla risalno desko, in še eno desetletje, da je prenova začela polno veljati. Položaj je bil zelo zapleten zaradi velikega števila vpletenih lastnikov zemljišč: PLA, Greater London Council (GLC), British Gas Corporation, pet mestnih svetov, British Rail in Central Electricity Generating Board.
Za reševanje tega problema je leta 1981 državni sekretar za okolje, Michael Heseltine, ustanovil London Docklands Development Corporation (LDDC) za prenovo območja. To je bil statutarni organ, ki ga je imenovala in financirala centralna vlada (quango), s širokimi pooblastili za pridobivanje in razpolaganje z zemljiščem v Docklandsu. Služil je tudi kot organ za razvojno načrtovanje območja.
Druga pomembna vladna intervencija je bila določitev podjetniškega območja leta 1982, območja, v katerem so bila podjetja oproščena davka na nepremičnine in so imela druge spodbude, vključno s poenostavljenim načrtovanjem in kapitalskimi dodatki. Zaradi tega je bila naložba v Docklands bistveno privlačnejša in je bila ključnega pomena za začetek nepremičninskega razcveta na tem območju.
LDDC je bil sporen; obtožili so ga, da daje prednost elitističnim luksuznim razvojem namesto cenovno dostopnih stanovanj in ni bil priljubljen pri lokalnih skupnostih, ki so menile, da njihove potrebe niso bile obravnavane. Kljub temu je bil LDDC ključnega pomena za izjemno preobrazbo na tem območju, čeprav je sporno, kako daleč je nadzoroval dogodke. Razpadlo je leta 1998, ko je bil nadzor nad območjem Docklands predan nazaj ustreznim lokalnim oblastem.
Ogromen razvojni program, ki ga je v 1980-ih in 1990-ih upravljal LDDC, je povzročil pretvorbo ogromnega območja Docklands v mešanico stanovanjskih, komercialnih in lahkih industrijskih prostorov. Najbolj jasen simbol celotnega prizadevanja je bil ambiciozen projekt Canary Wharf, s katerim so zgradili takrat najvišjo stavbo v Veliki Britaniji in ustanovili drugo poslovno okrožje (CBD) v Londonu. Vendar pa ni dokazov, da je LDDC predvidel ta obseg razvoja; bližnji Heron Quays so bili že razviti kot pisarne z nizko gostoto, ko je bil predlagan Canary Wharf, podoben razvoj pa je že potekal na samem Canary Wharfu, Limehouse Studios pa je bil najbolj znan stanovalec.
Canary Wharf še zdaleč ni bil brez težav; nepremičninski padec v zgodnjih 1990-ih je za nekaj let zaustavil nadaljnji razvoj. Gradbeniki so se nekaj časa znašli obremenjeni z lastnino, ki je niso mogli prodati ali oddati.

## Transport
Docklands je imel v preteklosti slabe prometne povezave. Tega se je LDDC lotil z izgradnjo Docklands Light Railway (DLR), ki je povezala Docklands z mestom. Po navedbah Transport for London, lastnika projekta, je šlo za izjemno poceni razvoj, ki je v prvi fazi stal le 77 milijonov funtov, saj je temeljil na ponovni uporabi opuščene železniške infrastrukture in zapuščenega zemljišča za večji del dolžina. LDDC je prvotno zahteval celotno linijo londonske podzemne železnice, vendar je vlada zavrnila financiranje.
LDDC je zgradil tudi predor Limehouse Link, cestni predor, ki povezuje otok Isle of Dogs z avtocesto (cesta A1203) po ceni več kot 150 milijonov funtov na kilometer, enega najdražjih odsekov ceste, ki je bil kdaj zgrajen.
LDDC je prispeval tudi k razvoju letališča London City Airport (IATA koda letališča LCY), odprtega oktobra 1987 na Royal Docks.
Jubilejna linija londonske podzemne železnice je bila leta 1999 podaljšana proti vzhodu; zdaj služi Rotherhithe/Surrey Quays na postaji Canada Water, Isle of Dogs na podzemni postaji Canary Wharf, Greenwich na podzemni postaji North Greenwich in bližnji Royal Docks na postaji Canning Town. DLR je bil razširjen leta 1994, da bi služil večjemu delu območja Royal Docks, ko je bila odprta podružnica Beckton. Podružnica Isle of Dogs je bila razširjena južneje in leta 1999 je začela oskrbovati središče mesta Greenwich – vključno z muzejem Cutty Sark – Deptford in končno Lewisham. Leta 2005 se je iz mesta Canning Town odprla nova podružnica DLR, ki je služila nekdanji vzhodni končni postaji proge North London, vključno s postajo na letališču London City. Nato je bil leta 2009 nadalje razširjen na Woolwich Arsenal.

## 21. stoletje
Prebivalstvo Docklands se je v zadnjih 30 letih več kot podvojilo in območje je postalo pomembno poslovno središče. Canary Wharf je postal ena največjih skupin nebotičnikov v Evropi in velika razširitev četrti finančnih storitev City of London.
Čeprav je bila večina starih pomolov in skladišč porušenih, so jih nekateri obnovili in preuredili v stanovanja. Številni doki so preživeli in se zdaj uporabljajo kot marine ali središča vodnih športov; velika izjema so komercialni doki v Surreyju, ki so zdaj večinoma zasedeni. Čeprav lahko velike ladje obiščejo stare doke – in občasno to še vedno počnejo –, se je ves komercialni promet preselil navzdol proti vzhodu.
Oživitev Docklands je imela velike učinke v drugih propadajočih okoliških območjih. Greenwich in Deptford sta v fazi obsežne prenove, predvsem zaradi izboljšanih prometnih povezav, zaradi katerih sta bolj privlačna za dnevne migrante.
Prenova Docklands pa je imela nekaj manj koristnih vidikov. Ogromen nepremičninski razcvet in posledično zvišanje cen stanovanj sta povzročila trenja med novimi prišleki in starimi skupnostmi Docklands, ki so se pritoževali, da so izrinjeni. Povzročil je tudi nekatere najbolj osupljive razlike, ki jih lahko opazimo kjerkoli v Britaniji: luksuzna direktorska stanovanja, zgrajena ob propadajočih javnih stanovanjskih naseljih.
Status Docklandsa kot simbola Britanije Margaret Thatcher je prav tako postal tarča teroristov. Po neuspelem poskusu bombardiranja Canary Wharfa leta 1992 je 9. februarja 1996 na South Quayu eksplodirala velika bomba IRA. V eksploziji sta umrli dve osebi, štirideset ljudi je bilo ranjenih, povzročena pa je bila škoda v višini 150 milijonov funtov. To bombardiranje je končalo prekinitev ognja IRA. James McArdle je bil obsojen na 25 let zapora, vendar je bil leta 2000 izpuščen v skladu s pogoji sporazuma velikega petka in kraljeve pravice milosti, ki jo je uradno podpisala kraljica Elizabeta II. Britanska
V nadaljnjem znaku regeneracije na tem območju ima Docklands zdaj svoj simfonični orkester, Docklands Sinfonia; ki je bil ustanovljen januarja 2009 in ima sedež v St Anne's Limehouse.

## Gospodarstvo
Pisarne skupine publikacij The Independent so bile nekoč v Docklandsu. Leta 2008 je Independent News & Media objavil, da bo The Independent preselil svoje pisarne v Northcliffe House v Kensingtonu.
Londonski Docklands je postal eno vodilnih globalnih internetnih vozlišč na svetu od odprtja leta 1990 kampusa Telehouse, nevtralnega glede operaterja, ki gosti veliko večino internetnega peering prometa LINX in zaseda več kot 73.000 kvadratnih metrov. Avgusta 2016 je Telehouse Europe odprl 177 milijonov dolarjev vreden podatkovni center North Two s površino 24.000 kvadratnih metrov, ki je postal edini podatkovni center v Združenem kraljestvu, ki ima v lasti 132 kV omrežno postajo v kampusu, ki je neposredno povezana z nacionalnim omrežjem, kar zmanjšuje izgube pri prenosu in izboljšuje moč gostota in kontinuiteta storitev.